# Gert Pollakowski
Gert Pollakowski (* 25. Mai 1949) ist ein ehemaliger deutscher Sprinter, der sich auf den 400-Meter-Lauf spezialisiert hatte und für die DDR startete.
1973 wurde er Dritter bei den DDR-Hallenmeisterschaften und Vierter bei den Halleneuropameisterschaften in Rotterdam.
Gert Pollakowski startete für den TSC Berlin.

## Persönliche Bestzeiten
- 200 m: 21,2 s, 31. Mai 1972, Berlin
- 400 m: 46,5 s, 5. Juli 1974, Leipzig

| Personendaten    | Personendaten      |
| ---------------- | ------------------ |
| NAME             | Pollakowski, Gert  |
| KURZBESCHREIBUNG | deutscher Sprinter |
| GEBURTSDATUM     | 25. Mai 1949       |